# Voile aux Jeux méditerranéens de 2009
Les épreuves de voile des Jeux méditerranéens de 2009 ont lieu à Pescara, en Italie, du 28 juin au 4 juillet 2009.
Quatre épreuves sont disputées : le laser hommes, le 470 hommes, le laser femmes et le 470 femmes.

## Épreuves au programme
| ● | Compétitions | ● | Finale |

|              | Juin-Juillet |    |    |    |    |    |    |    |    |    |
|              | 26           | 27 | 28 | 29 | 30 | 01 | 02 | 03 | 04 | 05 |
| Compétitions |              |    | ●  | ●  | ●  | ●  | ●  | ●  | ●  |    |

## Résultats

### Hommes
| Épreuves | Or                                               | Argent                                | Bronze                                     |
| Laser    | Jean Baptiste Bernaz 26,0 points                 | Tonci Stipanovic 26,0 points          | Evangelos Cheimonas 28,0 points            |
| 470      | Gabrio Zandonà Francesco della Torre 22,0 points | Sime Fantela Igor Marenic 27,0 points | Pierre Leboucher Vincent Garos 31,0 points |

### Femmes
| Épreuves | Or                                      | Argent                                      | Bronze                                       |
| Laser    | Sophie De Turckheim 7,0 points          | Tina Melic 22,0 points                      | Susana Romero Steensma 23,0 points           |
| 470      | Giulia Conti Giovanna Micol 9,,0 points | Ingrid Petitjean Nadège Douroux 22,0 points | Camille Lecointre Mathilde Géron 31,0 points |